# 中國北方航空6901號班機空難
中國北方航空6901號班機（CBF6901/CJ6901）是由瀋陽經北京飛往烏魯木齊的定期航班。1993年11月13日，一架編號為B-2141的MD-82執行此航班，在烏魯木齊機場進近時墜毀於距跑道約2.2公里的農田中。10名機組成員中，4人遇難；92名旅客中，8人遇難。

## 涉事飛機
- 機型: 麥道MD-82（在上海生產）
- 註冊編號：B-2141
- 序列號/生產線編號： 49849/1772
- 出廠日期：1991年12月31日
- 飛機國籍登記編號：NR0496(1992年11月6日頒布）
- 適航證編號：AC0237（1992年9月14日頒布）
- 事發時累計飛行時間：5007小時20分鐘，2698次起降
- 發動機：普惠JT8D-217A
- 發動機序號：一號發動機（左發動機）P726360D；二號發動機（右發動機）P717485D
- 發動機使用時間和循環次數：一號發動機4997小時31分鐘，2671次循環；二號發動機4999小時32分鐘，2733次循環。

## 事故經過
1993年11月13日14時33分，CJ6901號班機與烏魯木齊交通管制部門建立聯繫，並且從報告7000英呎高度下降，預計14時37分飛越阜康導航台，14時55分落地。14時35分塔臺向班機通报：“场压947百帕，高度表拨正值1024百帕，溫度零下3℃，地面靜風，向西落地”。班機與下午2時51分29秒報告建立盲降，高度600米，因管制用语不规范和飞行员的误解，飞行员将管制所提供的修正海平面气压QNH1024百帕錯誤地理解为场面气压QFE，并进行了错误的高度表拨正，致使左座高度表读数高出飞机实际距地高度2128英尺。因高度表拨正错误，左座飞行员誤認為飛機飛行高度高，按照錯誤的高度指示接通自動駕駛系統垂直速度模式，离开了下滑道，儘管右座的高度表讀數正確，但他未能發現左座的錯誤操縱。地面迫近警告系統（GPWS）隨即發出兩次"GLIDE SLOPE"（低於下滑道）的語音警告，地面迫近警告系統的警告自動使自動油門斷開，機組人員隨後去處理自動油門的問題，試圖重新接通自動駕駛，整個過程持續1分鐘，這極大地分散了機組的注意力。發現無法自動油門之後，飛行員重新將注意力放回到操縱飛機進近上。其後，GPWS又發出四次"PULL UP"（拉起）報警，機組成員也未能聽懂（有可能是中国当时开过俄制飞机的飞行员较多，因而对英语不熟悉）。當發現下降高度過低時，機組接通自動駕駛垂直導航的“高度保持”模式，自動駕駛的垂直導航接通方式由垂直速度模式改變為高度保持模式，飛機自動調配姿態，增大迎角，但自動油門未接通，且油門處在慢車位置，機組未能及時增加推力，最終導致飛機失速，撞上地面高壓線，墜毀於地窩堡機場跑道外約2211米處。機上10名機組成員中，4人遇難；92名旅客中，8人遇難。

## 事故現場情況
事故現場位於乌鲁木齐地窝堡国际机场東段延長線2211米處。飛機已被燒毀，殘骸整體分佈在東西長150米，南北寬60米的範圍內。現場東面98米有5根10000伏特高壓線沿335°方向穿過，其中1根高壓線被撞斷。左側機翼有與高壓線相撞的痕跡和電擊點；燃油濾、滑油濾無金屬沫；檢查每台發動機的3個防冰活門，紅色指示桿均處於關閉位；油門桿位置：左油門桿處於慢車位，右油門桿處於最大位；氣壓高度表撥正值：左高度表1023百帕，備用高度表1022百帕，右側高度表946.5百帕；機翼防冰電門處關閉位，左側右側防冰電門處在關閉位。

## 飞行数据记录器记录中的關鍵時刻
以下用ft表示的為數據記錄的高度，括號中表示為與地面相對高度，單位為米。
14:50:59航向道截獲。高度4853ft（842m），速度159n mile/h，航向290°，EPR左1.15右1.16。
14:51:28下滑道截獲，高度4189ft（642m），速度172n mile/h，航向243°。
14:51:39放下起落架，高度3939ft（542m），速度173n mile/h，航向251°，EPR左1.10右1.07。
14:51:42航道跟蹤，高度3858ft（542m），速度171n mile/h，航向251°。
14:51:51自動駕駛斷開，航向保持出現，高度3711ft（498m），速度169n mile/h，航向244°。
14:51:58自動油門斷開，高度3569ft（455m），速度166n mile/h，航向244°，EPR左1.10，右1.10。
14:52:02自動油門接通，高度3501ft（435m），速度163n mile/h，航向244°，EPR左1.10，右1.10。
14:52:06自動油門又斷開，高度3424ft（410m），速度161n mile/h，航向244°，EPR左1.10，右1.10。
14:52:10自動油門接不上，高度3342ft（387m），速度159n mile/h，航向245°。
14:52:24拉升警告（PULL UP），高度3073ft（306m），速度155n mile/h，航向246°。
14:52:31開始放40°襟翼，高度2904ft（255m），速度154n mile/h，航向246°，EPR左1.10右1.10。
14:52:39 40°襟翼放完，高度2762ft（213m），速度147n mile/h，航向245°，EPR左1.06右1.08。
14:52:51航向選擇265，偏左一個半點，高度2526ft（143m），速度145n mile/h，航向245°，下滑道向下偏離2.0，EPR左1.06右1.09。
14:53:12高度保持信號燈亮，高度2079ft（7m），速度130n mile/h，航向262°，下滑道偏離2.76，EPR左1.06右1.09。
14:53:24進入速度保持，高度2066ft（3m），速度109n mile/h，航向265°，下滑道偏離3.56，EPR左1.07右1.09。
根據飛行數據記錄器記錄，飛機撞地前，發動機工作正常。

## 天气
事故發生時烏魯木齊天氣狀況：風向320°，風速2米每秒，能見度1000米。 天氣現象：米雪和輕霧，8個低雲，雲高150米，溫度-3℃，露點-3℃，高度表撥正值1024百帕，場面氣壓值947百帕。

## 机组人员情况
此班機有機長、副駕駛、機械員、見習副駕駛共四人。
機長，1/1ILS教員。 1940年9月出生，53歲，1988年9月改飛MD-82，曾飛過Y5，IL14、三叉戟飛機，總飛行時間15296小時53分。
副駕駛，2/2ILS機長。 1950年7月6日出生，43歲，1989年4月改飛MD-82，曾飛過裡2、三叉戟飛機，總飛行時間4620小時53分。
副駕駛，1963年5月24日出生，30歲，曾飛過轟5飛機，總飛行時間1053小時32分，1993年飛行時間248小時32分。
機械員，機械教員。 1946年9月出生，47歲，1989年4月改飛MD-82，曾飛過裡2、安24、三叉戟飛機。 總飛行時間14046小時28分，1993年飛行時間949小時18分。

## 事故原因
1. 飛行員航空理論水準低下，混淆場面氣壓值和修正海壓的概念。
2. 飛行員聽不懂警告信號，當飛機低於下滑道飛行的時候，飛行員聽不懂下滑道警告和拉升警告，以至於延誤了復飛和修正的機會。
3. 機組配合不好。
4. 管制員用語不規範，高度表撥正值是一個籠統概念，並不具體指“修正海壓”“場面氣壓”“標準氣壓”中的任意一個具體的高度表撥正值，相反，“高度表撥正值”的用語，會讓飛行員誤認為他們應當將高度表調整到所提的撥正值，在這起事故中，管制員向飛行員提供了所需之外的高度表撥正值，意外地引起飛行員的困惑。這種管制用語的不規範，容易造成飛行員思緒上的混亂。

## 相關事件
- 执飞中国北方航空6136号班机遭縱火墜海的MD-82（B-2138）於此次烏魯木齊空難前一天（1993年11月12日）執行中國北方航空6353號班機時被劫持至台北中正機場，1993年12月8日執行中國北方航空6517號班機時又被劫持到同一地點。

- 中國北方航空併入中国南方航空之後，6901這個航班號仍在使用，惟已改用於烏魯木齊至北京的航班，機型一度改為波音757-200或波音777-200[2] ，2017年开始使用波音787-8。這一航班亦曾在2008年發生劫機事件。